# Adair Village, Oregon
Adair Village là một thành phố trong Quận Benton, Oregon, Hoa Kỳ. Dân số là 536 người theo điều tra dân số năm 2000, tuy nhiên trang mạng thông tin của thành phố ghi dân số của nó là 905 cho đến thời điểm năm 2004. Nó là một phần của Vùng thống kê đô thị "Corvallis, Oregon

## Lịch sử
Adair Village được đặt theo tên Trại Adair, một căn cứ quân sự thời Chiến tranh thế giới thứ hai. Khi chiến tranh kết thúc, trại này bị đóng và đa số các tòa nhà bị tháo vở, trừ bệnh viện. Bệnh viện này được Đại học Tiểu bang Oregon thuê mướn vào năm 1946 để làm nhà cho sinh viên và ban giám hiệu. Trường đại học đã biến đổi bệnh viện này thành chung cư. Chính quyền địa phương được thành lập sau đó và bưu điện của Adair Village được thiết lập năm 1947. Khi sự bùng nổ ghi danh theo học sau chiến tranh giảm sút, Đại học Tiểu bang Oregon ngưng không thuê khu bệnh viện nữa và Không lực Hoa Kỳ duy trì căn cứ này như một trạm radar. Bưu điện Làng Adair đóng cửa vào năm 1951, và bưu điện Trạm Không quân Adair thay thế từ năm 1961-1969. Không lực ngưng các hoạt động của mình và bán bất động sản này với những ngôi nhà cá nhân được đưa ra bán trên thị trường. Làng Adair được tổ chức thành thành phố 1976. Đại sảnh thành phố Làng Adair là một trong những tòa nhà ban đầu thờiChiến tranh thế giới thứ hai.

## Địa lý
Theo Cục điều tra dân số Hoa Kỳ, thành phố này có tổng diện tích là 0,2 dặm vuông Anh (0,6 km²), tất cả đều là mặt đất.

## Nơi hấp dẫn
Khu hoang dã E. E. Wilson hình thành ranh giới thành phố.